# 21673 Лезерман
21673 Лезерман (21673 Leatherman) — астероїд головного поясу, відкритий 7 вересня 1999 року.
Тіссеранів параметр щодо Юпітера — 3,527.